# Raja (film)
Raja to bollywoodzki komediodramat miłosny z 1995 roku z Madhuri Dixit i Sanjay Kapoorem w rolach głównych. Reżyserem i producentem filmu jest Indra Kumar, autor Mann, Dil, Pyare Mohan. Film ten opowiada historię rodzącej się miłości, zmaganie się z nieufnością, strachem przed grą, byciem wykorzystanym. Bohaterów różni status społeczny. Ich miłość jest zwalczana, bo nie służy zaspakajaniu potrzeb rodziny. Główna bohaterka jest dla swoich braci towarem na sprzedaż. Aranżowane dla niej małżeństwo ma zgodnie z planami jej braci  spłacić  długi i podnieść prestiż rodziny. Jej miłość do biednego Rai jest przeszkodą, którą jej bracia próbują usunąć podstępem lub przemocą.

## Fabuła
Patrząc na przyjaźń, jaka łączy małego Raje z Madhu, ich bracia postanawiają w przyszłości zaaranżować małżeństwo. Niestety, gdy pożar niszczy przedsiębiorstwo Birju (Paresh Rawal), bracia Madhu zrywają z nim wszelkie kontakty. Nagła bieda i obniżenie statusu społecznego Birju budzi w nich pogardę. Podczas dramatycznego rozdzielania zaprzyjaźnionych ze sobą dzieci, dochodzi do wypadku, który z Birju czyni potrzebującego pomocy upośledzonego człowieka.
Mijają lata. Dorosły już Raja (Sanjay Kapoor) pracuje od lat troszcząc się o swego chorego brata. Trud takiego życia czyni go człowiekiem poważnym, surowym i zasadniczym. Drażni go urocza bezczelność zabiegającej o jego względy rozpieszczonej bogaczki (Madhuri Dixit). Ogania się od niej, unika jej, strofuje ja. Dopóki się nie dowie, że dziewczyna ta to jego ukochana przyjaciółka z dzieciństwa – Madhu. Czy młodym uda się pokonać nieufność Rai i wrogość braci Madhu?

## Obsada
- Sanjay Kapoor – Raja
- Madhuri Dixit – Madhu Garewal
- Mukesh Khanna – Rana Mahednra Pratap Garewal
- Dalip Tahil – Vishwa Garewal
- Rita Bhaduri – Sarita Garewal
- Mushtaq Khan – Banwarilal Sanyal
- Adi Irani – Abhishek Sanyal
- Paresh Rawal – Brijnath 'Birju'
- Satyendra Kapoor – Doktor (as Satyen Kappu)
- Himani Shivpuri – Kaki
- Dinesh Hingoo – Ronglani (as Dinesh Hingu)
- Tiku Talsania – Shantipati (jakoTiku Talsaniya)
- Amita Nangia (jako Amita Nagia)
- Sudhir – inspektor policji

## Piosenki
Autorami muzyki jest duet Nadeem-Shravan, twórcy muzyki do takich filmów jak "Deewana", "Raja Hindustani", "Zamaana Deewana", "Dil Hai Ki Manta Nahin", "Pardes", "Aa Ab Laut Chalen", "Raaz", "Więzy miłości", "Wiem, czym jest miłość", "Hum Tumhare Hain Sanam", "Dil Hai Tumhaara", "Dil Ka Rishta", "Yeh Dil", "Andaaz", "Qayamat", "Hungama", "Tumsa Nahin Dekha", "Bewafaa", "Deszcz" czy "Dosti: Friends Forever’’.
- Akhiyan Milaon Kabhie Akhiyan
- Aankh Milate Darr Lagta
- Kisi Din Banoongi Main

## Nagrody i nominacje
- nominacja do Nagrody Filmfare dla Najlepszej Aktorki – Madhuri Dixit
- Nagroda Screen Weekly dla Najlepszej Aktorki – Madhuri Dixit
- Nagroda Screen Weekly dla Najlepszego Drugoplanowego Aktora – Paresh Rawal